# Marsilea ephippiocarpa
Marsilea ephippiocarpa är en klöverbräkenväxtart som beskrevs av Arthur Hugh Garfit Alston. Marsilea ephippiocarpa ingår i släktet Marsilea och familjen Marsileaceae.
IUCN kategoriserar arten globalt som livskraftig (LC). Inga underarter finns listade.